# Stemodia florulenta
Stemodia florulenta är en grobladsväxtart som beskrevs av W.R. Barker. Stemodia florulenta ingår i släktet Stemodia och familjen grobladsväxter. Inga underarter finns listade i Catalogue of Life.